# 955 Alstede
955 Alstede је астероид главног астероидног појаса са пречником од приближно 17,33 .
Афел астероида је на удаљености од 3,345 астрономских јединица (АЈ) од Сунца, а перихел на 1,842 АЈ. 
Ексцентрицитет орбите износи 0,289, инклинација (нагиб) орбите у односу на раван еклиптике 10,692 степени, а орбитални период износи 1525,693 дана (4,177 године). 
Апсолутна магнитуда астероида је 11,10 а геометријски албедо 0,213.
Астероид је откривен 5. августа 1921. године.